# Дека (деталь)

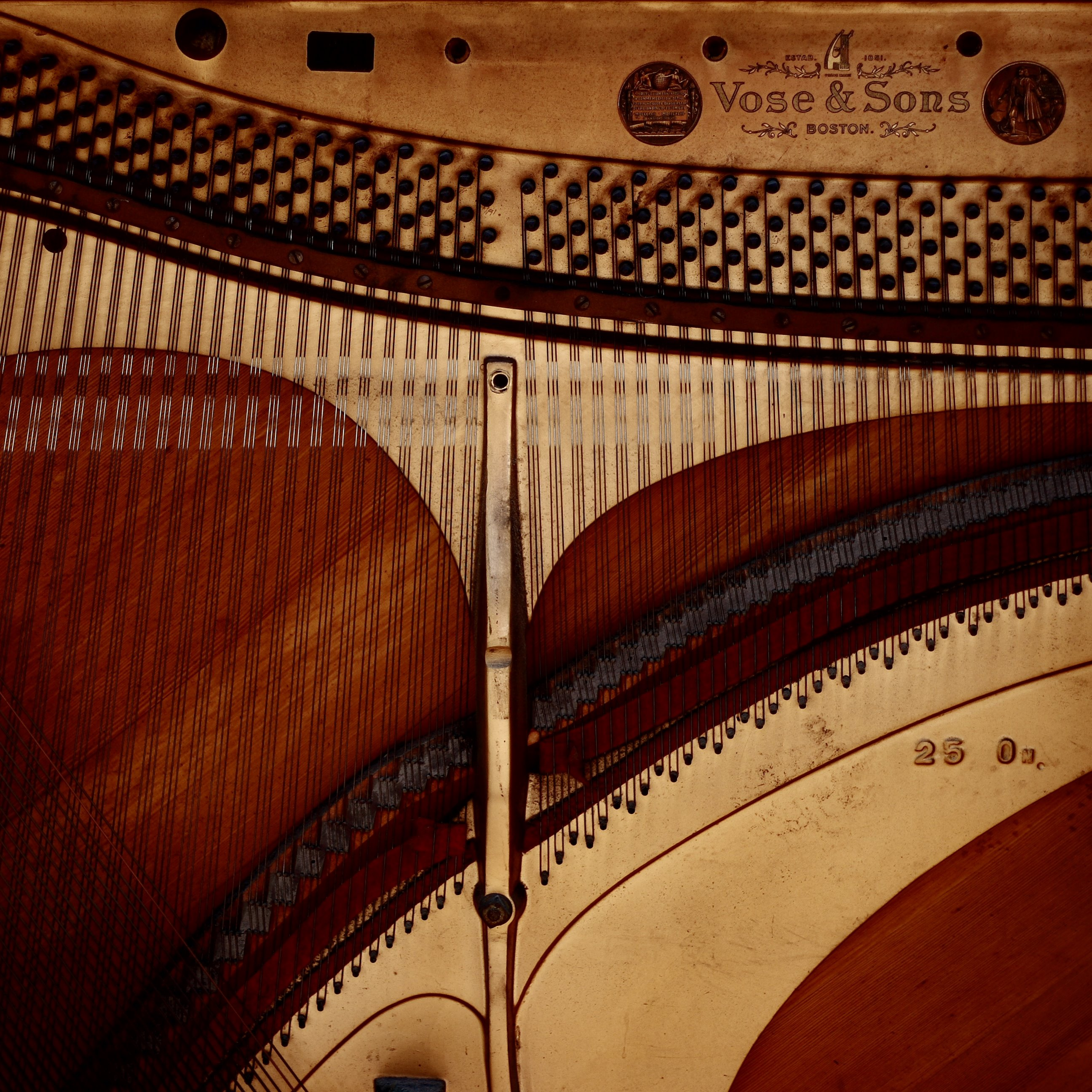
Часть деки пианино

Дека (нем. Decke — крышка) — часть корпуса струнного музыкального инструмента, усиливающая громкость звучания и придающая ему определённую окраску (тембр).
Дека работает по принципу вынужденных колебаний. Она колеблется под влиянием струны и, несмотря на разницу в размерах, с той же частотой, производя звук той же основной частоты, как и струна, только с другим тембром. Бо́льшая площадь деки позволяет добиться большей мощности звука, то есть, производить более громкий звук.
Деки традиционно делаются из древесины, однако могут быть задействованы и другие материалы, такие как кожа или пластик (пример — банджо). На верхних деках большинства инструментов проделываются резонаторные отверстия различной формы: круглые на гитарах, f-образные (эфы) на семействе скрипичных, сложные розетки на лютне.
На рояле дека представляет собой большую горизонтальную пластину на дне корпуса. В пианино — вертикальную, в задней части корпуса. У арфы дека расположена под струнами.
В электрических инструментах (например электрогитара) дека лишь фиксирует основные части инструмента, так как для извлечения звука используется не резонирование, а звукосниматели.